# Wangchug Gyelpo
| Tibetische Bezeichnung                                 |
| ------------------------------------------------------ |
| Tibetische Schrift: བཤད་སྒྲ་དབང་ཕྱུག་རྒྱལ་པོ                  |
| Wylie-Transliteration: bshad sgra dbang phyug rgyal po |
| Chinesische Bezeichnung                                |
| Vereinfacht: 夏扎旺曲杰布                              |
| Pinyin:Xiazha Wangqu Jiebu                             |

Shatra Wangchug Gyelpo (tib.: bshad sgra dbang phyug rgyal po; geb. 1795; gest. 1864) war ein tibetischer Kalön (bka' blon) und herrschender Regent Tibets in den Jahren 1862 bis 1864. Er entstammte einer Adelsfamilie und war der einzige tibetische Herrscher in der jüngeren Geschichte Tibets, der Laie und kein Trülku war.

„Shatra was a Council Minister who, in the confusion of the coup of 1862, was charged with restoring order by the Manchu Amban and confirmed by the Emperor. This was an exceptional situation, and on his death in 1864, a high Lama was again selected. (dt.: Shatra war ein Kalön (Minister), der in den Wirren des Coups von 1862 vom Mandschu Amban (dem Statthalter des chinesischen Kaisers) mit der Wiederherstellung der Ordnung beauftragt und vom Kaiser bestätigt wurde. Dies war eine außergewöhnliche Situation und nach seinem Tod im Jahr 1864 wurde wieder ein hoher Lama gewählt.)“

Das von der machthabenden Kashag (bka' shag)-Regierung der Jahre verwendete Siegel ist identisch mit dem des 1. Radreng/Reting-Regenten (Radreng Rinpoche Ngawang Yeshe Tshülthrim Gyeltshen, der in den 1862 vom Kloster Drepung ausgehenden Unruhen auf han-chinesisches Gebiet geflohen war).
Sein Werk über das Samye-Kloster erschien jüngst in der bekannten tibetischen Schneeland-Buchreihe (gangs can rig mdzod).

## Werke
- bSam yas dkar chag dad pa'i sgo 'byed: Rab 'byams dag pa'i zhing gi yon tan kun tshang dpal lugs gsum mi 'gyur lhun gyis grub pa'i gtsug lag kgang rten dang brten par bcas pa legs gso'i sri zhu ji ltar bsgrubs pa'i tshul gyi khyad par brjod pa'i dkar chag skal bzang dad pa'i sgo 'byed ngo mtshar rgya mtsho'i lde'u mig. 1. Aufl. Okt. 2000; ISBN 7-80589-029-3 (gangs can rig mdzod Nr. 34)[8]
- s. a. Kawaguchi Collection of Tibetan Texts Search Result

### Nachschlagewerke
- Zangzu da cidian. Lanzhou 2003